# Fiołki przynoszą nieszczęście
Fiołki przynoszą nieszczęście – zbiór opowiadań Jacka Bocheńskiego, wydany w 1949 roku nakładem wydawnictwa Czytelnik. Utwory wchodzące w skład niniejszego zbioru zostały osadzone w realiach wojennej i powojennej Polski.

## Zawartość zbioru
- Pióro, którym piszę
- Cudze okna są białe
- Zazdrość
- Miałem szczęście
- Pogrzeb
- Dolina Białego Jeziora
- Przyjaźń
- Róża, wierna żona
- Fiołki przynoszą nieszczęście
- Zwycięski Jan Trzeci

## Wydania
- Jacek Bocheński, Fiołki przynoszą nieszczęście, Warszawa: Czytelnik, 1949.